# Apol·lònia d'Assíria
Apol·lònia fou una ciutat capital de districte a Assíria que Estrabó identifica amb Sittacene i diu que era entre Babilònia i Susis, havent estat anomenada després Apolliònatis pels macedonis vers el 300 aC. Apolliònatis era en realitat un districte que Polibi situa a l'est del Tigris i al sud de la Mèdia, i cal pensar en un punt entre Adiabene i Selèucia del Tigris (Bagdad).